# Senegal ai Giochi della XXVII Olimpiade
Il Senegal partecipò ai Giochi della XXVII Olimpiade, svoltisi a Sydney, Australia, dal 15 settembre al 1º ottobre 2000, con una delegazione di 26 atleti impegnati in sei discipline.

## Risultati

### Pallacanestro
- Donne

| Atleta | Classifica |
| --- | ---------- |
| V · D · M Nazionale senegalese - Pallacanestro ai Giochi della XXVII Olimpiade - Torneo femminile 4 Paye · 5 Cissé · 6 Ngom · 7 Guèye · 8 Fall · 9 Diop · 10 Diakhaté · 11 Lo · 12 F. Ndiaye · 13 Diouf · 14 A. Ndiaye · 15 Mbengue · All. Ousseynou Ndiaga Diop | 12°        |
| Nazionale senegalese - Pallacanestro ai Giochi della XXVII Olimpiade - Torneo femminile |            |
| 4 Paye · 5 Cissé · 6 Ngom · 7 Guèye · 8 Fall · 9 Diop · 10 Diakhaté · 11 Lo · 12 F. Ndiaye · 13 Diouf · 14 A. Ndiaye · 15 Mbengue · All. Ousseynou Ndiaga Diop                                                                                                   |            |